# 地表逕流

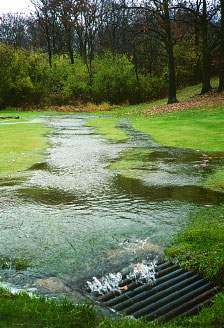
流到雨水水沟的逕流

地表逕流（terrestrial runoff，overland flow）又稱表面逕流（surface runoff），或作徑流，是指雨水或是冰雪融化後，排除蒸發、滲透、吸收、受阻的水，而沿著地面流動所產生的水流。
表面逕流可能是因為土壤已經吸飽水，無法再吸收水份，或者是一些不透水的表面（例如屋顶或是路面）使水流到周圍的土壤。地表逕流是水循環中重要的一部份，也是造成水土流失的主要原因之一。
還沒進入水道之前的表面逕流也稱為非點源。若非點源中含有人造污染物或是天然污染物（例如腐爛的葉子），則稱為非點源污染。若一個區域的逕流會匯流到某一點，此區域稱為流域。當逕流流過地面時，會帶走土壤中石油、殺蟲劑或是肥料等土壤污染物，形成非點源污染。
城市径流除了造成水土流失以及污染外，也是造成市區淹水的原因之一，會造成財物的破壞、地下室的潮濕及泥濘，以及街道的積水。

## 形成原因

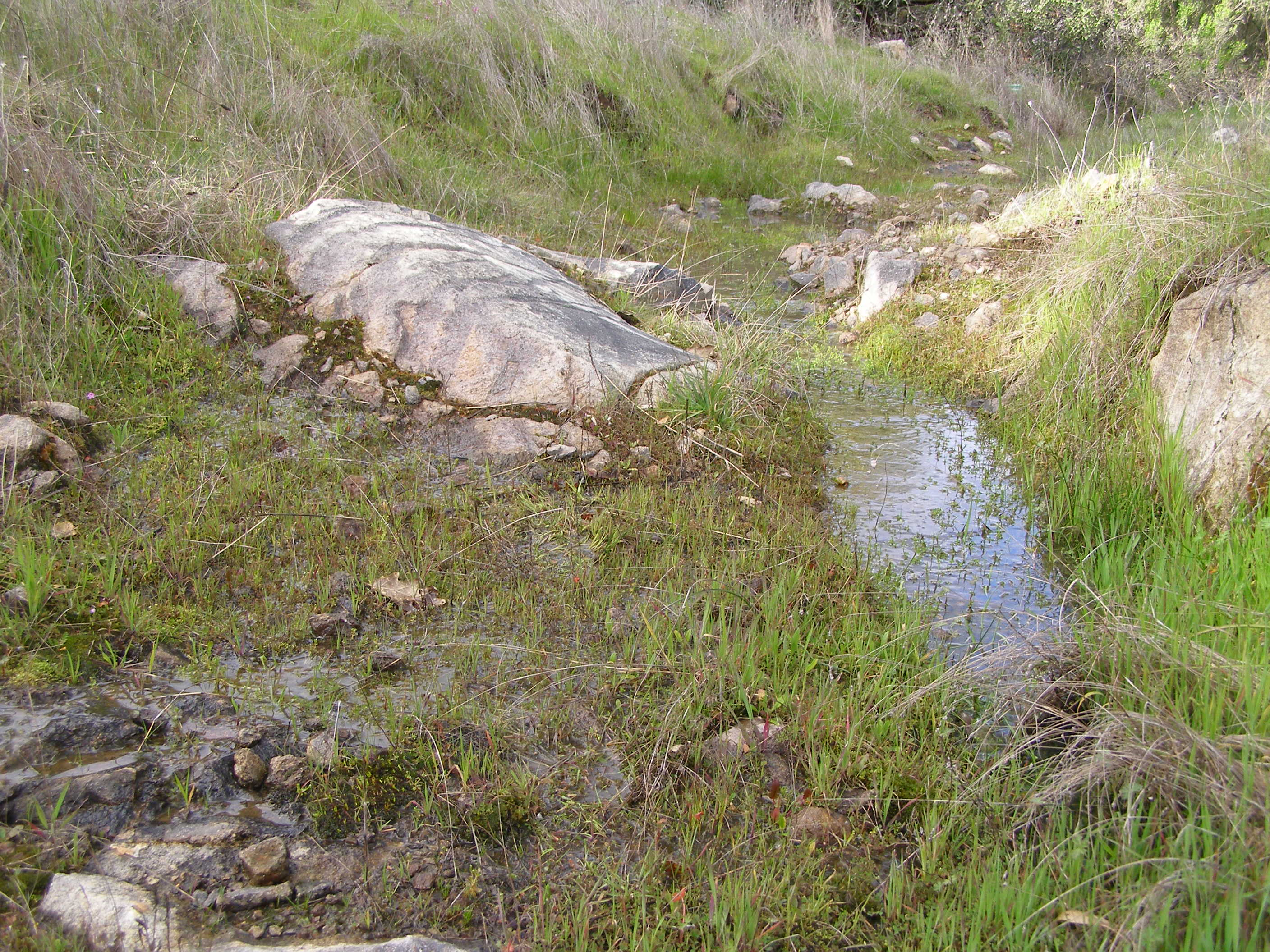
土壤吸飽了水之後，山上產生的逕流

地表逕流可能因為雨水、降雪或是積雪或冰川的融化而產生。
一地區會有積雪或冰川，該地區必需夠冷，使積雪或冰川可以維持一個冬季。一般來說冰雪融化後的水會在春天最多，而冰川會在夏天融化，因此其下游的河流也會在這些季節時有最大的水量。決定積雪或冰川融化速率的因素包括氣溫、陽光持續的時間。因此在很高的山區，水流往在是在晴天時才會出現，在陰天時就停止了。
在沒有下雪的地區，地表逕流會因為降雨而出現。不過不是每次降雨都會出現逕流，若雨勢較小，土壤可以儲存並吸收水份。像澳洲及南非之類非常古老的土壤，即使雨勢較大時，集群根及其細根形成的密集網路也會吸收水份，避免逕流。在這些區域，即使是較不肥沃的變性土，都需要有大量的降雨及大量的潛在蒸發才會有地表逕流，因此當地的植物可以適應這種變化較大，且短暫的逕流。

### 滲透的過剩坡面流
當地表上的降雨速率超過土壤滲透能力，地面可蓄水的凹陷也已經滿了，就會有滲透的過剩坡面流。這個稱為Hortonian坡面流（得名自罗伯特·霍顿）也稱為未飽和坡面流。這較常出現在乾旱和半干旱地区，一方面降雨強度高，而且土壤因為表面的铺砌，造成渗透能力的下降。這常常是出現在地面有铺砌的都市區。

### 飽和的過剩坡面流
當土壤已飽和，地面可蓄水的凹陷也已經滿了，又繼續下雨。降雨就會形成地表逕流。上次降雨的水份會影響這次水份飽和的時間。這種逕流稱為飽和過剩坡面流或是飽和過剩流。

### 前期土壤水分
土壤在降雨後有一定的濕潤度，這些殘留的水分會影響土壤的滲透能力。在下次降雨時時，滲透能力會影響土壤飽和的速率。之前的水分越多，土壤飽和的速率越快。若土壤中的水分已經飽和，就會形成逕流。

### 地下回流
在水份滲透到山的山坡上，山可能會沿著土壤橫向移動，最後滲出在其他的水道，這稱為地下回流或是贯流。
隨著地下回流的流動，逕流的量可能會因為以下原因而減少：可能小部份會蒸散，其中有些可能會儲存在微地形的洼地，其中一小部份也可能會被土壤吸收。剩下的逕流最後會流到河流、湖泊、河口或洋等水體中。

## 人類的影響

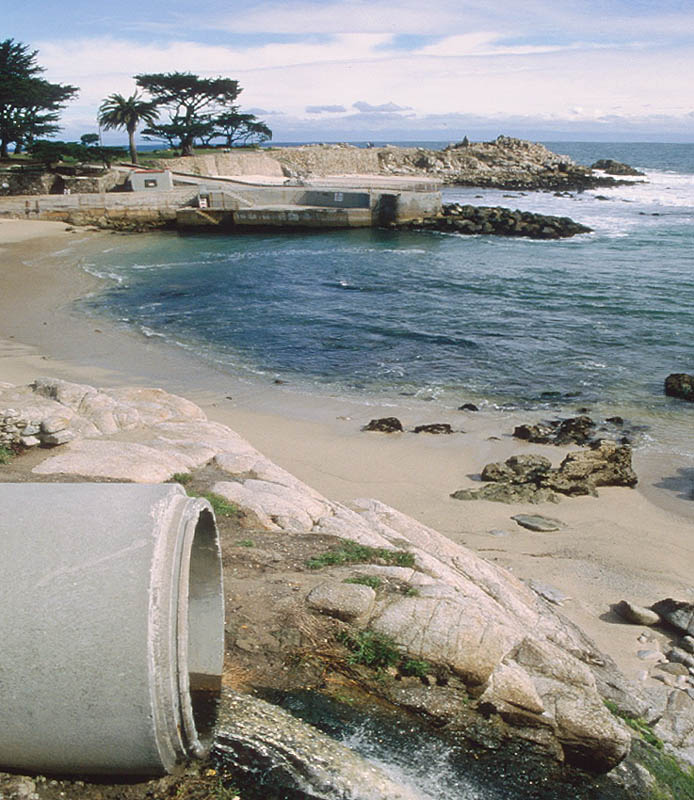
城市逕流

城市化增加了像道路鋪面及建築物之類的不透水表面，使水無法經由土壤渗滤到地下的含水層中，因此也增加了地表逕流。地表逕流可能會直接流到溪流中或是流到雨水水沟，會有侵蚀 及淤积的問題。地表逕流增加也會降低地下水的儲水量，因此降低地下水位，使乾旱更加惡化，尤其是對農民或是以水井為供水來源的人，影響更加顯著。
若逕流中有人工污染物溶解或是懸浮在其中，此一地表逕流就會帶來水污染，而且污染物會接觸到許多不同的水體，例如溪流、河流、湖泊、河口和海洋，結果是影響這些水體的水化學條件及相關的生態系統。
2008年美國國家科學研究委員會提出報告，指出城市逕流是美國水質的主要問題之一。
因為人們繼續排放溫室氣體來影響氣候，空氣中水蒸氣的含量增加，預期降雨模式也有所改變，對於地表逕流的量也會有直接的影響。

## 地表逕流的影響

### 侵蚀及沉積
地表逕流會造成地表的侵蚀，沉積物可能會在逕流流動一段距離後才會沉積。逕流的侵蚀作用主要分為四種：溅侵蚀（splash erosion）、片侵蚀（sheet erosion）、紋溝侵蚀（rill erosion）及沖蝕溝侵蚀（gully erosion）。溅侵蚀是因為雨滴落到地表時，和土壤碰撞產生的侵蚀。土壤顆粒因受到撞擊而脫離地面，之後隨著逕流而流動。片侵蚀是指逕流在沒有明顯水道的情形下，沉積物隨著逕流流動。土壤表面的粗糙度也可能使逕流集中，變成一個較明確的水道。這些小但是明確的水道稱為紋溝。紋溝可以小到一公分寬，也可以大到數公尺寛。若水繼續的切割並擴大紋溝，最後紋溝會形成沖蝕溝。沖蝕溝侵蚀可以在短時間內搬運大量的沉積物。 
土壤侵蝕的結果會造成其中作物產量的降低，這些影響也是土壤保護探討的主題。逕流會帶走的土壤顆粒多半是直徑在.001mm到1.0mm的顆粒。較大的顆粒在短距離運送後就會沈降，較小粒子會在水體中懸浮，運送較長的距離。若是粉砂质土壤受到侵蚀，會產生更小的粒子，會使水體的濁度增加，使水無法照到水中，影響水生態系。
許多地區都因為土壤侵蝕，因此無法在土壤中種殖作物。马达加斯加的中部高原約佔全國土地的十分之一，幾乎整個區域都沒有植被，其沖蝕溝超過50公尺深，寬度一公里。土壤侵蝕造成肥沃的土壤流失，降低其生產力以及農作的成果。
現代工業化的農場是另一個造成侵蝕的原因。近百年來，美國玉米帶的區域中，已有部份區域有50%的表土被侵蝕流失。

### 對環境影響
逕流主要對環境的影響是將水中的污染物輸送到地表水體、地下水及土壤。最後會影響人體健康，影響生態系，在環境景觀（例如水的顏色、氣味及清澈度）上也可能會有所影響。在污染物中對水體有最大影響的是石油相關物質、除草劑及肥料。有關地表逕流中殺蟲劑及其他污染物的量化研究在1960年代就已開始，而接觸到有殺蟲劑的水體會增強藥害的效果。當這些含有化學物質或是沈積物的逕流流到水體中，就會造成水污染。當地表的水體用來作為飲用水的來源時，一方面有人體健康上的風險，同時也會影響飲用水本身的美感（例如氣味、顏色及濁度等）。受污染的地表水也會影響水中物种的代謝，可能會造成死亡，例如魚群死亡，或是改變生物族群的平衡狀態。另一個影響是影響動物的交配、产卵、卵及幼虫的活動力、動物幼體的存活率以及植物的繁殖。有些研究發現地表逕流中含有的殺蟲劑（例如滴滴涕）會改變魚的性別，由雄魚變成雌魚。
若逕流經過森林，可能會帶給湖泊大量含氮、含磷的礦物質，會造成富营养化。若經過温性针叶林，會有大量的腐植酸，造成水體腐植化。
對於地下水，若含水層中的水被泵取供人使用，逕流帶來的問題就是飲用水的污染。有關土地污染，逕流水有二方面的影響，一方面逕流會將土壤中的污染物析出，再釋放到水體中，影響對環境更敏感的水生動植物。再者，逕流水中的污染物也可能會留在土壤中，造成健康或是生態上的影響。

#### 農業議題
和農業有關的議題是農業化學物質（如氮肥、磷肥、殺蟲劑、除草劑等）也會透過逕流而輸送。若是過量使用肥料（或農藥）或是在不恰當的時間（降雨量大時）使用都會有此情形。結果不只是這些化學物質的浪費，也對下游的水質造成威脅。

### 洪水
若水道輸送到下流的水量比逕流的水量要少，表示水道無法將所有逕流的水輸送到下游，就會出現洪水。洪水出現的頻率稱為洪水重現期。洪水是自然現象，維持生態系的組成及運作。不過洪水也會受到土地利用方式的影響（例如河川工程）。洪水可能對社會有益，例如尼罗河泛滥平原就是因為季节性洪水帶來的沉积营养物质，使其农业可以發展。不過洪水也可能造成人員的傷亡及財產的損失。而且随着居住人口的增加以及對環境敏感性的增加，洪水慢慢也變为一種自然灾害。在都市區，都市逕流是主要造成都市洪水的原因，一方面經常出現，而且復原成本很高，對社會的影響很大。其影響包括人員的傷亡、財產的損失、水源的污染、作物的損失、社會的混亂以及有些人會暫時無家可歸。洪水是最嚴重的自然災害之一。

## 減緩及處理
逕流的影響可以用以下方式減緩：

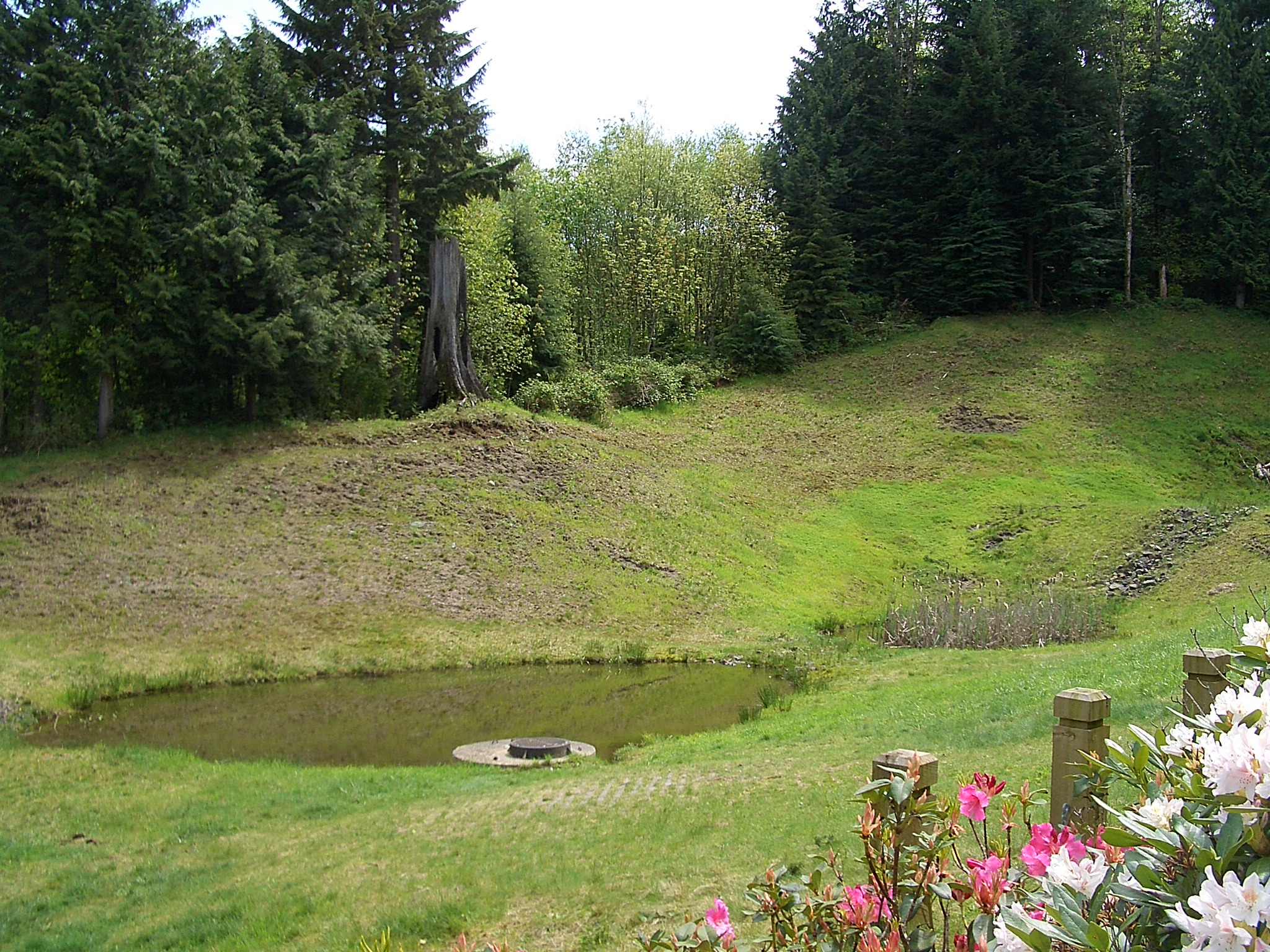
地表逕流池，在華盛頓州北灣市附近

- 土地使用發展的控制，目的是使都市區的不透水表面（英语：impervious surface）最小化。
- 控制农场及建筑施工的侵蚀情形。
- 防洪和改造方案，例如綠色基礎建設（英语：green infrastructure）。
- 农业、园林维护（英语：landscape maintenance）及工業用化學品使用及處理的控管

### 土地使用管理
許多世界上的監管機構也鼓勵進行用土地使用來減少逕流的研究，例如透過減少不必要硬景观來減少地表逕流。許多城市都有針對土地開發者的指南及守則（分區及相關地方性法規），鼓勵縮小人行道的寬度、在私家車道及步道上直接用铺路石铺在土地上等技術，主要目的是在都市設計中提高水浸润到土壤中的能力。像加州的圣莫尼卡就有進行土地使用管理的方案 。

### 沖蝕控制
從中古時期時農夫發現等高耕作在土壤保護上的重要性，當時已注意到沖蝕控制的問題。自1950年代開始農業耕種的方式越來越複雜。在1960年代有些美国州份及地方政府開始要求農家設置沖蝕控制及沈積控制（ESC）的相關技術，以緩和逕流的影響。這些技術包括用稻草及障碍物減慢斜坡上逕流的速度、設置淤泥围栏等。马里兰州的蒙哥马利县在1965年首先實施了地方政府的沈積控制計劃，在1970年成為马里兰州全州的計劃。

### 洪水控制計劃
早在20世紀初時，洪水控制計劃就變成河流的系流的洪峰流量預測。近來逐步地發展策略以減小洪峰流量，也降低水道的流速。其中有些常用的技術，包括：設置蓄洪池（滞洪区）以緩衝河流流量的峰值，在水道中設法使能量耗散以減緩流速，利用土地使用管理的方式來減少逕流。

### 化學品使用及處理
美國在1976年訂定资源保护和回收法（RCRA），後來也訂定了清洁水法，因此許多州及城市都對有毒化學物質的容器及儲存更加的注意，目的是避免有毒化學物質的排放泄漏。常見的方式有地下储油槽要求要有雙重的防遏制裝置，有害物质使用的註冊登記，減少允許使用的杀虫剂數量，對於園藝維護用肥料及除草劑有更嚴格的管制。許多工廠都需要針對廢水進行預處理，以減少排放到污水下水道或雨水下水道的污染物數量。

### 美國的相關規定
美國的清潔水方案（CWA）要求都市化地區（依美国人口调查局的定義）的地方政府需針對其排水系统取得雨水排水许可证。本質上看，這表示地方政府需要針對所有進入市區獨立雨水管网系統（municipal separate storm sewer system，簡稱MS4）的所有地表逕流進行雨水排水管理（Stormwater management）方案。美國國家環境保護局、各州規定及相關的出版物列出了每個地方政府專案必備的六個基礎項目：
- 公眾教育（對個人、住家、商家教育如何避免雨水排水污染）
- 公眾參與（在實施地區式的專案時，鼓勵公眾的參與）
- 非法排放检测与消除（移除污水下水道及其他非雨水排水的管路連接到市區獨立雨水管网系統）
- 建筑施工工地的逕流控管（侵蚀及沈積控制）
- 建設完成後的（也就是永久的）雨水排水管理控制
- 污染預防（英语：Pollution prevention）及「好管家」（good housekeeping）評估（也就系統維護）

其他業主（例如高速公路系統、大學、軍營及監獄等）若有實施雨水排水系統，也強制要求要取得雨水排水许可证。

## 量測及數學模型
逕流可以用数学模型配合各種水質取樣方式進行分析。量測可以用連續式的自動水質分析儀器進行分析，分析目標可能是針對特定有机化合物或無機化合物、PH值、濁度等直接和污染有關的指標，也可能針對像溶氧量等二次指標進行分析。量測也可能是先採集水體試様，再進行各種物理或化學的分析測試。
1950年代或是更早期的水文運輸模型可以計算逕流的量，主要用在洪水預報。在1970年代初期已開始用電腦模式來分析逕流運送污染物的情形，會考慮不同化學物質的溶解速率、浸润到土壤中，最後污染物送到水體的情形。
有關化學物質在逕流及輸送的模型中，最早的是在1970年代，因為美国国家环境保护局委託而提出的。此電腦模型是許多污染緩解研究的基礎，也影響土地使用及化學品处理的控制策略。
此外，也有發展出其他的電腦模型（例如DSSAM模型），允許針對利用污染物追蹤逕流進入河道的情形。此時的逕流可以視為是水污染的線狀來源。

## 延伸閱讀
- Gebert, W. A., D.J. Graczyk, and W.R. Krug. (1987). Average annual runoff in the United States, 1951-80 [Hydrologic Investigations Atlas HA-710].  Reston, Va.: U.S. Department of the Interior, U.S. Geological Survey.
- Shodor Education Foundation (1998)."Surface Water Runoff Modeling."（页面存档备份，存于）

## 外部連結
- USDA NRCS National Engineering Handbook, Stage Discharge Relationships, Ch. 14
- http://www.waterlog.info/software.htm（页面存档备份，存于） provides free download of a conceptual model (RainOff) on rainfall-runoff relations based on a nonlinear reservoir.
- NutrientNet, an online nutrient trading tool developed by the World Resources Institute （页面存档备份，存于）, designed to address water quality issues related to surface runoff and other pollution. See also the PA NutrientNet website designed for Pennsylvania's nutrient trading program.
- Bioretention（页面存档备份，存于） as a low impact development method of treating surface runoff
- EPA Stormwater Permit Program
- EPA - Menu of Stormwater Best Management Practices
- Automatic Calibration of a Rainfall-Runoff Model Using a Fast and  Elitist Multi-objective Particle Swarm  Algorithm  （页面存档备份，存于）
- Automatic calibration of  a rapid flood spreading model using  multiobjective optimisations（页面存档备份，存于）
- Sensitivity analysis and automatic calibration of a rainfall-runoff model using multi-objectives（页面存档备份，存于）
- Stormwater Permits: Status of EPA's Regulatory Program（页面存档备份，存于） Congressional Research Service